# 56100 Luisapolli
56100 Luisapolli este un asteroid din centura principală de asteroizi.

## Descriere
56100 Luisapolli este un asteroid din centura principală de asteroizi. A fost descoperit pe 24 ianuarie 1999 la Gnosca de Stefano Sposetti. Asteroidul prezintă o orbită caracterizată de o semiaxă mare de 2,39 ua, o excentricitate de 0,13 și o înclinație de 4,0° în raport cu ecliptica.